# Shinnosuke Oka
Shinnosuke Oka (japanisch 岡 慎之助 Oka Shinnosuke; * 31. Oktober 2003 in Okayama) ist ein japanischer Turner.

## Erfolge
Shinnosuke Oka war bereits bei den Junioren sehr erfolgreich. Bei den Junioren-Asienmeisterschaften 2018 sicherte er sich die Goldmedaille am Reck, Silbermedaillen mit der Mannschaft sowie am Barren und am Boden, sowie Bronze an den Ringen und mit der Mannschaft. Ein Jahr darauf wurde er in Győr Junioren-Weltmeister im Einzelmehrkampf und in der Mannschaftskonkurrenz. Darüber hinaus belegte er Rang zwei am Pauschenpferd und Rang drei am Barren. 2022 riss er sich bei den japanischen Meisterschaften das vordere Kreuzband und kehrte erst ein Jahr darauf beim selben Wettbewerb ins Wettkampfgeschehen zurück. Bei den anschließenden Asienmeisterschaften in Singapur gelang Oka der Gewinn von insgesamt vier Medaillen. Im Einzelmehrkampf wurde er Asienmeister und belegte mit der Mannschaft sowie am Barren und am Reck jeweils den zweiten Platz. Nachdem er 2024 bei der NHK Trophy im Einzelmehrkampf ebenfalls Erster wurde, erhielt er einen Platz in Japans olympischer Turnmannschaft.
Bei den Olympischen Spielen in Paris verpasste Oka am Boden als Neunter, am Pauschenpferd als Elfter und an den Ringen als 17. jeweils die Qualifikation für das Finale. Die übrigen Konkurrenzen verliefen hingegen sehr erfolgreich. Am Barren erreichte er sowohl in der Qualifikation als auch im Finale 15,300 Punkte, was beide Male den dritten Platz bedeutete. Am Reck zog Oka mit 14,533 Punkten als Fünfter ins Finale der besten acht Turner ein und wiederholte dort wie schon am Barren seine Punktzahl. Diese genügte für den Olympiasieg vor dem zweitplatzierten Kolumbianer Ángel Barajas, der ebenfalls 14,533 Punkte erzielt hatte, und den mit 13,966 Punkten punktgleichen drittplatzierten Tang Chia-hung aus Chinesisch Taipeh und Zhang Boheng aus China. Das Finale des Einzelmehrkampfes erreichte Oka als Zweiter der Qualifikation mit 86,865 Punkten hinter Zhang Boheng. Am Boden, am Pauschenpferd und an den Ringen erzielte Oka das jeweils viertbeste Resultat aller 24 Finalisten. Am Sprung war das 14.-beste Resultat sein schwächstes Ergebnis, Dank eines dritten Platzes am Barren und eines zweiten Platzes am Reck beendete Oka den Wettbewerb aber mit insgesamt 86,165 auf dem ersten Platz. Damit wurde er vor Zhang Boheng, der 86,599 Punkte erzielt hatte, und dessen mit 86,364 Punkten drittplatzierten Landsmann Xiao Ruoteng ein weiteres Mal Olympiasieger. Im abschließenden Mannschaftsmehrkampf zog er mit der japanischen Mannschaft hinter China als Zweiter ins Finale ein. Dort setzten sie sich mit 259,594 Punkten knapp vor den Chinesen durch, die mit 259,062 Punkten Zweiter wurden. Die Bronzemedaille gewannen die US-amerikanischen Turner mit 257,793 Punkten. Oka gewann damit seine vierte olympische Medaille, darunter drei Goldmedaillen. Neben ihm gehörten noch Daiki Hashimoto, Kazuma Kaya, Takaaki Sugino und Wataru Tanigawa zur Mannschaft.